# Yuana
Yuana (Yuwana, Hotí, Waruwaru, Ongwa), jedno od plemena američkih Indijanaca u šumskim predjelima jugoistzočne Venezuele. Pleme je najpoznatije pod imenom Hotí, a lokalno su nazivani i Waruwaru i Ongwa.
Jezik Yuana je ostao neklasificiran jer je svim ostalima nesrodan. Žive po malenim selima od 15 do 20 ljudi ili dvije do tri obitelji. Žene se bave zemljoradnjom, a muškarci lovom i ribolovom. 
Osim upotrebe nekih metalnih predmeta kultura je najvećim dijelom ostala netaknuta od europskog utjecaja. 
Religija je plemenska, a ima oko 3% pokrštenih. Populacija: 300 (1970).